# 센스 N210
센스 N210(Sens N210)은 삼성전자가 2010년 1월 4일에 출시한 넷북 컴퓨터이다.

## 세부 모델
N210의 세부 모델과 그 차이는 아래와 같다.
| 모델명        | 색상   |
| ------------- | ------ |
| NT-N210-KA51B | 블랙   |
| NT-N210-KA51W | 화이트 |